# Hexomyza centaureae
Hexomyza centaureae är en tvåvingeart som beskrevs av Spencer 1966. Hexomyza centaureae ingår i släktet Hexomyza och familjen minerarflugor.
Artens utbredningsområde är Italien. Inga underarter finns listade i Catalogue of Life.